# Міура Ґента
Міура Ґента (нар. 1 березня 1995, Тойохасі) — японський футболіст, що грає на позиції захисника.

## Клубна кар'єра
Протягом 2013–2016 років грав за команду «Сімідзу С-Палс». З 2017 року захищає кольори «Ґамба Осака».

## Виступи за збірну
Дебютував 2017 року в офіційних матчах у складі національної збірної Японії. У формі головної команди країни зіграв 2 матчі.

## Титули і досягнення
- Срібний призер Кубка Азії: 2019